# (1488) Aura
(1488) Aura ist ein Asteroid des Hauptgürtels, der am 15. Dezember 1938 von dem finnischen Astronomen Yrjö Väisälä in Turku entdeckt wurde.
Der Asteroid wurde nach dem Fluss Aurajoki benannt, an dem Turku liegt.